# Scotopteryx crenulimargo
Scotopteryx crenulimargo är en fjärilsart som beskrevs av Louis Beethoven Prout 1925. Scotopteryx crenulimargo ingår i släktet backmätare, och familjen mätare. Inga underarter finns listade.